# Jugendzentrum Wiesloch

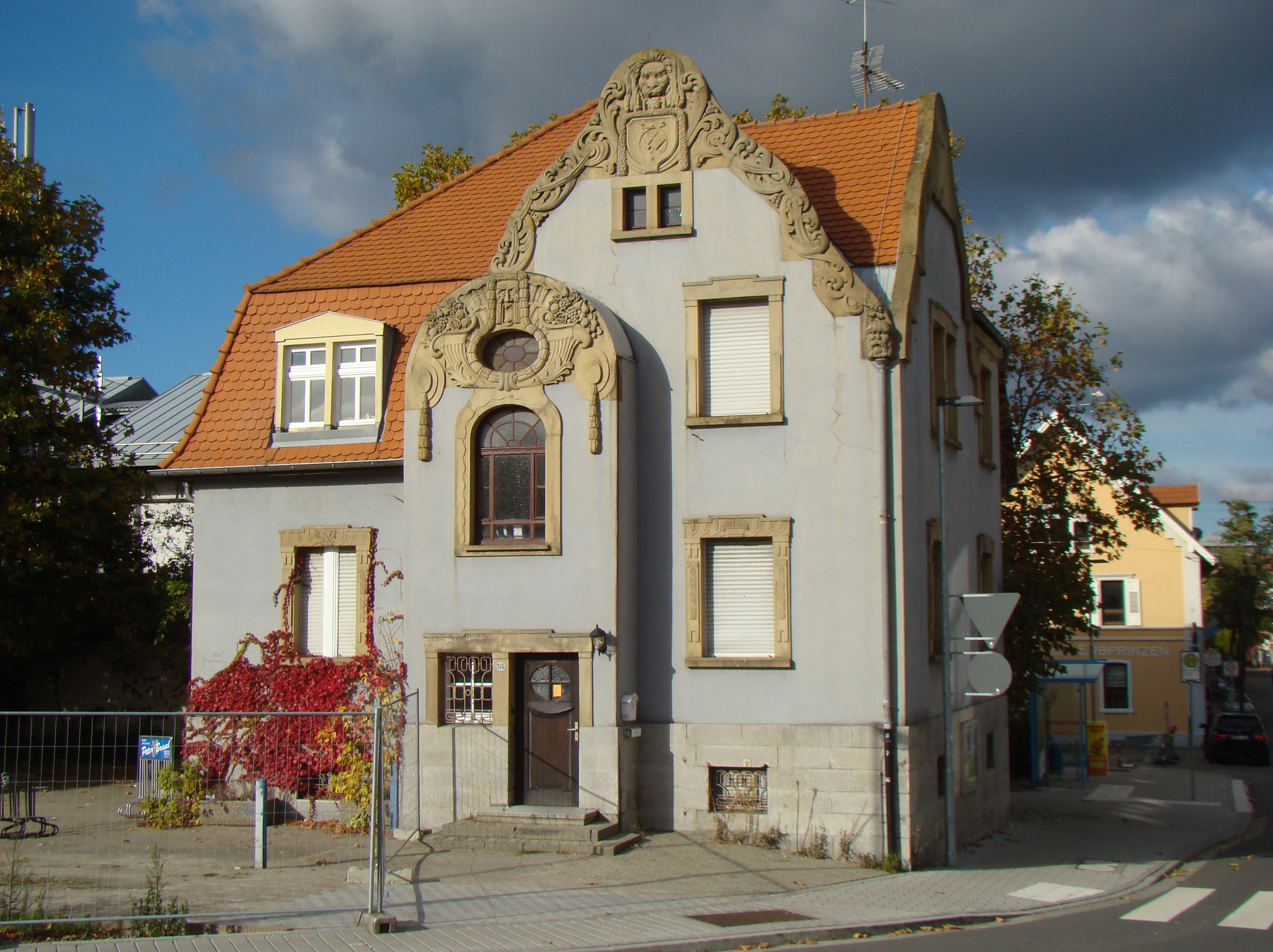
Jugendzentrum in Wiesloch, ehemaliges Wohnhaus des Bildhauers Conrad Keller

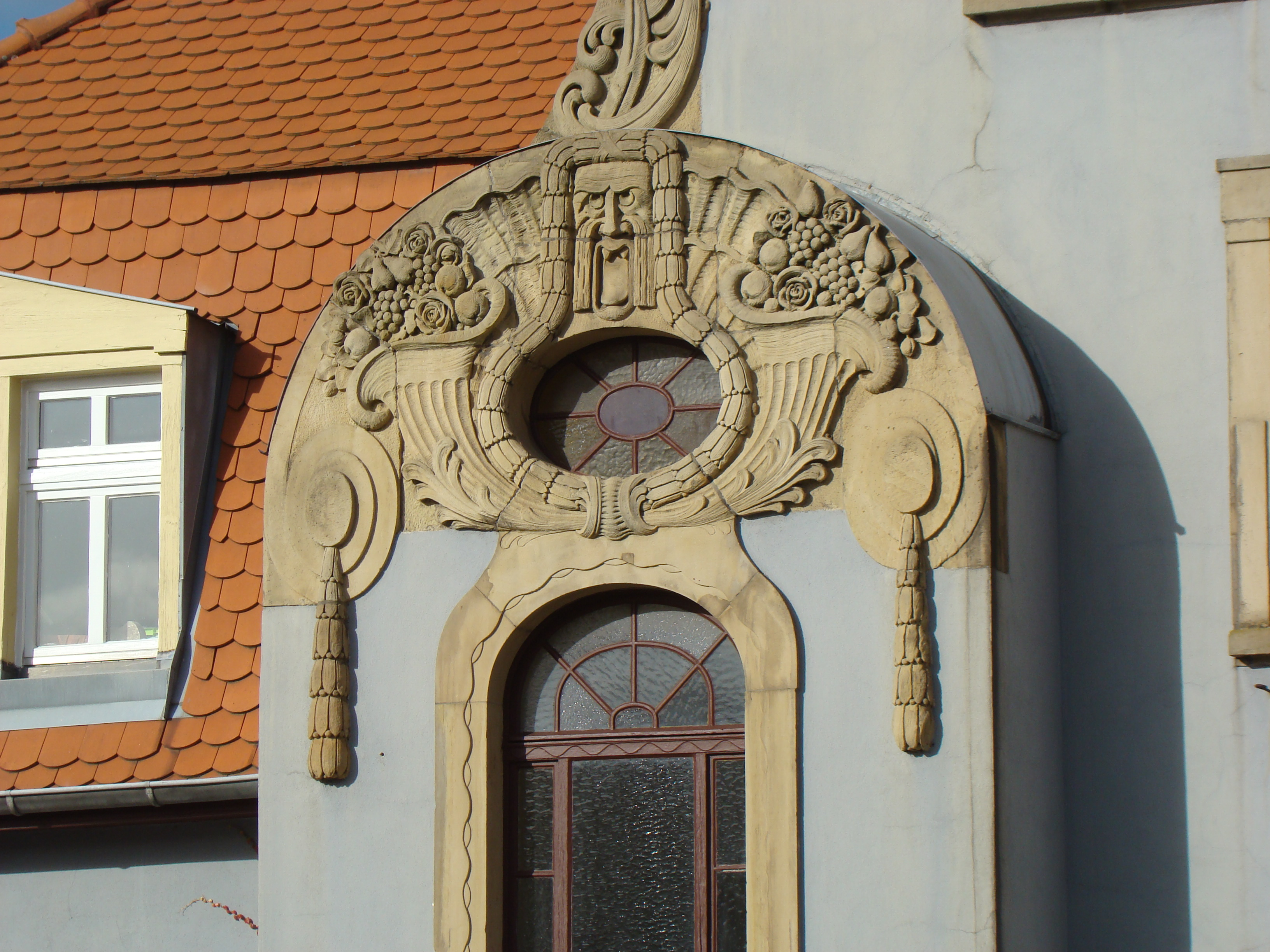
Detail des Giebels

Das Jugendzentrum in Wiesloch im Rhein-Neckar-Kreis in Baden-Württemberg befindet sich im denkmalgeschützten früheren Wohnhaus des Bildhauers Conrad Keller, von dem auch die Jugendstil-Verzierungen des Gebäudes stammen.

## Geschichte
Nachdem der Bildhauer Conrad Keller (1879–1948) ab 1904 für einige Jahre mit seiner Familie in Wiesloch zur Miete gewohnt hatte, erwarb er 1908 für 1000 Mark ein Grundstück an der Hauptstraße, angrenzend an die 1901 erbaute Bahnstrecke Wiesloch–Meckesheim und den Bahnhof Wiesloch Stadt. Der Wieslocher Stadtbaumeister Franz Fischer, mit dem Keller bereits bei der Stadterweiterung in der Gerbersruhstraße und beim Bau der Heil- und Pflegeanstalt Wiesloch zusammengearbeitet hatte, erstellte die Baupläne für ein Wohnhaus.
Die beim Baugesuch eingereichten Pläne sahen ein massives ein- bis zweistöckiges Gebäude mit Kniestock und ausgebautem Dachstock vor. Der westliche Gebäudeteil war von einem Mansarddach mit Dachgauben überzogen, die Südseite erhielt einen großen geschweiften und geschmückten Giebel sowie einen vortretenden Risalit mit ebenfalls geschmücktem Rundgiebel. An der Südseite befinden sich im Erdgeschoss ebenfalls zwei verzierte Fenstergewände aus Sandstein. An der Ostseite wurden Giebel- und Fensterformen der Südseite in vereinfachter Formensprache ohne Bauschmuck wiederholt. Das Bauamt machte verschiedene Auflagen, die ebenfalls in den Plänen berücksichtigt wurden. Dazu zählten der Verzicht auf den Ausbau der östlichen Dachhälfte (stattdessen Stauraum), die Herstellung einer Abtrittgrube nach Landesbauordnung, die Einhaltung der Baufluchten und die Ausführung des Gebäudes in Backstein-Ziegelmauerwerk mit rustizierendem Sandsteinsockel.
Als Maurermeister wurde Philipp Vogt verpflichtet, der das günstigste Angebot abgegeben hatte. Die Bauaufsicht lag bei Rudolph & Fischer. Die Baukosten ohne Erdarbeiten und Inneneinrichtung betrugen 12.000 RM. Die Maurerarbeiten begannen am 26. Juni 1908, als Bezugstermin wurde der 1. Oktober 1909 anvisiert. Im Lauf des Jahres 1909 wurde noch ein Werkstattgebäude an das Haus angebaut, in dem Keller seine Steinmetzwerkstatt einrichtete. Die künstlerische Ausgestaltung des Fassadenschmucks übernahm Keller selbst. Trotz der barocken Kubatur des Hauses mit vortretendem Risalit mit Ochsenauge, geschweiften Giebeln und Mansarddach bediente sich Keller beim Bauschmuck überwiegend der Formensprache des Jugendstils. Der große Südgiebel ist mit floralen Ornamenten ausgeschmückt und von einem Löwenkopf über dem Ständewappen der Steinmetze bekrönt. Der Giebel des Risalits zeigt zwei Füllhörner mit Blumen und Früchten, die gemeinsam mit Girlanden das Ochsenauge umrahmen. Über dem Ochsenauge prangt zwischen Girlanden ein Neidkopf. Ein weiterer Neidkopf bildet den Anschluss des Fallrohrs am rechten unteren Ende des großen Südgiebels. Die Fenstergewände weisen hingegen Maßwerk und allegorischen Schmuck wie ein Vogelnest und Eichenzweige auf. In einem der Fenstergewände des Obergeschosses ist auch das Baujahr 1908 zu sehen.
Der Bauschmuck des Gebäudes hatte sicherlich repräsentative Gründe; durch ihn konnten die Kunden bereits vor Betreten des Büros oder der Werkstatt sehen, zu welchen Arbeiten Conrad Keller in der Lage war und dass er sich sowohl einer historistischen als auch einer zeitgenössischen Formensprache bedienen konnte.
Das Haus wurde bis 1958 von der Familie Keller bewohnt und anschließend an die Deutsche Bundespost verkauft, die darin Fernmeldeeinrichtungen installierte. Die Nutzung durch die Bundespost dauerte allerdings nur wenige Jahre, danach stand das Haus leer und war dem Verfall preisgegeben. 1972 gab es sogar Pläne zum Abriss wegen seines desolaten Zustands. 1981 erwarb die Stadt Wiesloch das Gebäude und richtete darin das bis heute bestehende Jugendzentrum ein.